# Duivelshuis (Arnhem)

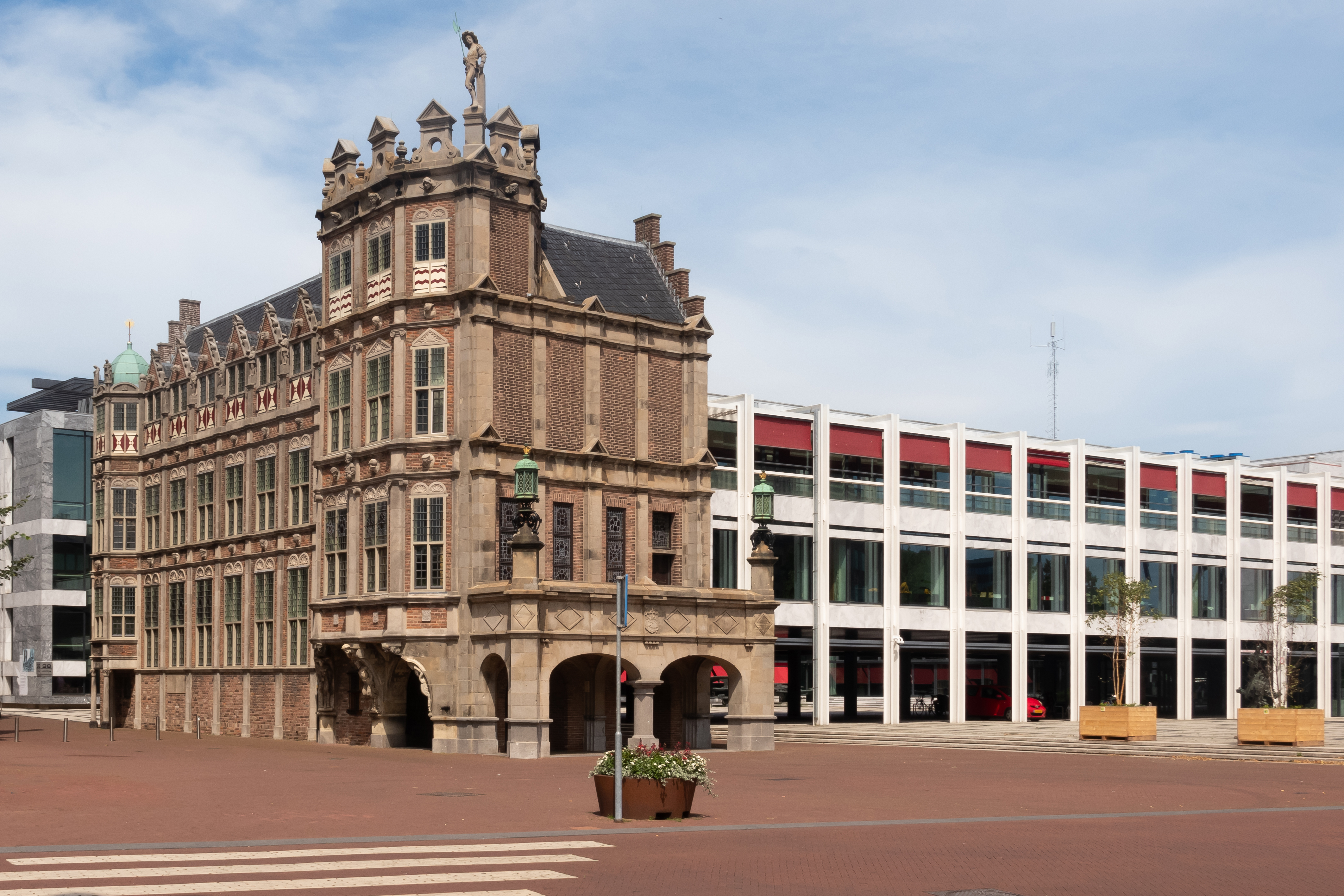
Duivelshuis en een deel van het gemeentehuis

Het Duivelshuis ofwel Maarten van Rossumhuis, aan de Koningstraat in het centrum van de Gelderse hoofdstad Arnhem, is een stadskasteel uit de 16e eeuw. Het wordt 'Duivelshuis' genoemd vanwege de saterfiguren aan de gevel. In het stadskasteel bevindt zich de werkkamer van de Arnhemse burgemeester. Na de Tweede Wereldoorlog zijn de kelders een pelgrimsoord geworden voor veteranen, nabestaanden en andere belangstellenden aangaande de Slag om Arnhem.

## Geschiedenis
Op de plek van het kasteel stond ooit een stadsboerderij. Deze woning was eerder het bezit van Johan Mynschart die tussen 1444 en 1463 burgemeester van Arnhem was. Het pand werd toen waarschijnlijk het "Huis van Mynschart" genoemd. In 1518 werd het huis eigendom van hertog Karel van Gelre. Na de dood van de hertog werd het huis in 1539 verkocht aan Maarten van Rossum, de veldheer van de hertog. Het huis werd in 1543 verbouwd en kreeg toen de officiële naam: "Huis van Maarten van Rossum". Na de dood van Van Rossum verkochten de erfgenamen het pand in 1575, waarna het door verschillende eigenaars werd bewoond.
De gemeente Arnhem kocht het Duivelshuis in 1828 ter vervanging van het vervallen stadhuis op de Markt. Twee jaar later werd het stadhuis na een renovatie in gebruik genomen. De werkkamer van de burgemeester werd ingericht op de eerste etage van het stadskasteel. In 1898 werd onder leiding van architect Constantijn Muysken uit Amsterdam het pand weer in historische stijl hersteld.
Tijdens Operatie Market Garden in september 1944 werden in de kelder van het gebouw gevangengenomen Britse parachutisten opgesloten. Bij het oorlogsgeweld werd een groot deel van de Arnhemse binnenstad verwoest, het Duivelshuis bleef echter bijna geheel gespaard. In 1968 werd naast het stadskasteel een nieuw stadhuis gebouwd waarvan het deel ging uitmaken. Op de begane grond bevindt zich een zaal, de Schepenzaal. Hier worden veel huwelijken gesloten.

## Details
Het stadskasteel dankte zijn naam aan de saters aan de voorzijde van de gevel. Deze wezens hebben tot volksverhalen geleid over het Duivelshuis. Daarnaast zijn er nog meer beelden te zien aan de gevel. Tussen de dakkapellen bevinden zich zes beelden van belangrijke personen uit de tijd van Maarten van Rossum (v.l.n.r): Maximiliaan van Oostenrijk, Filips de Schone, Karel de Vijfde, Karel van Egmond, Willem van Gulik en als laatste Maarten van Rossum zelf.
Sinds 1830 het traditie om iedere aftredende burgemeester te eren met een speciaal gemaakt glas-in-loodraam in de burgemeesterskamer.

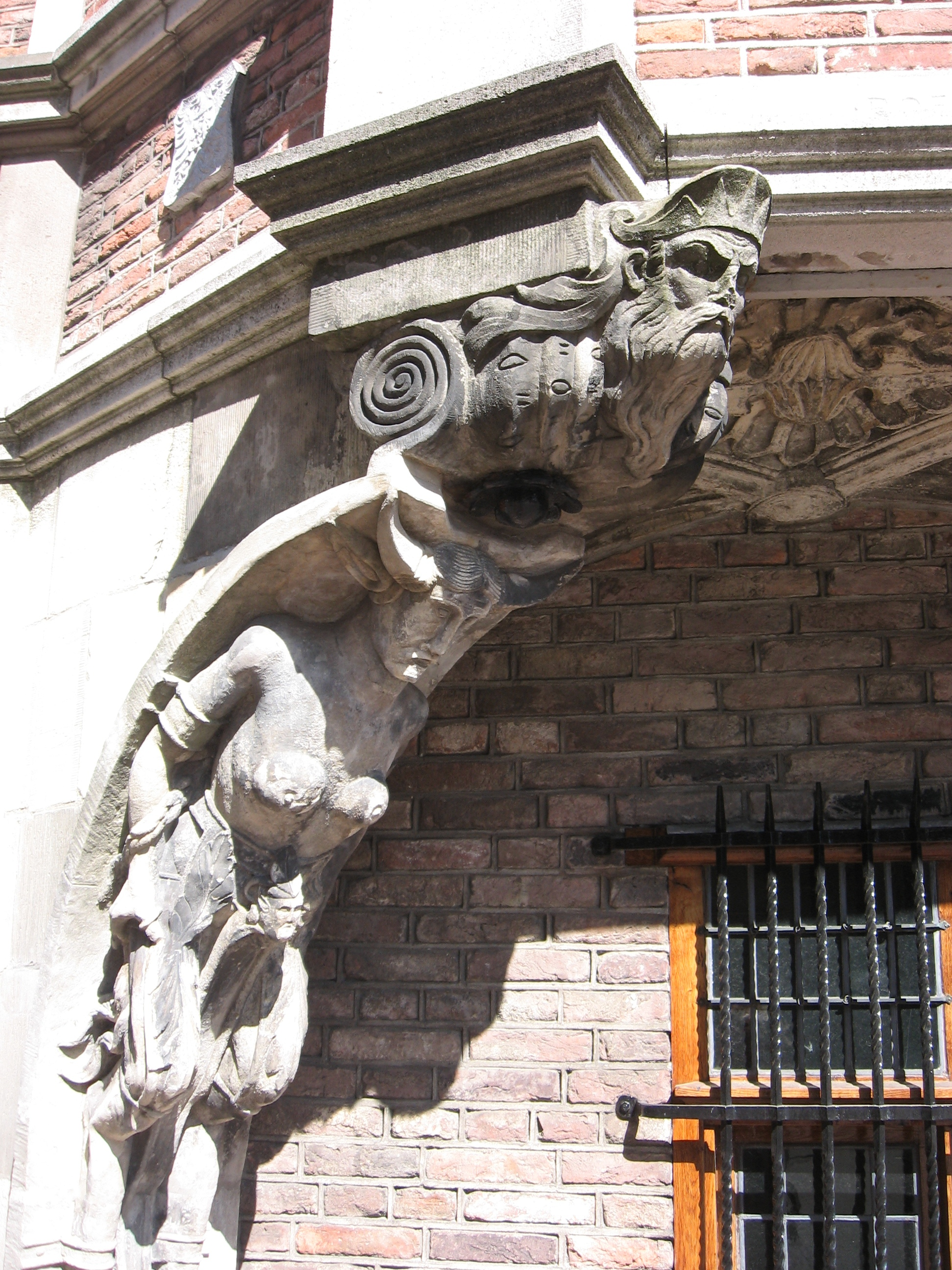
Sater
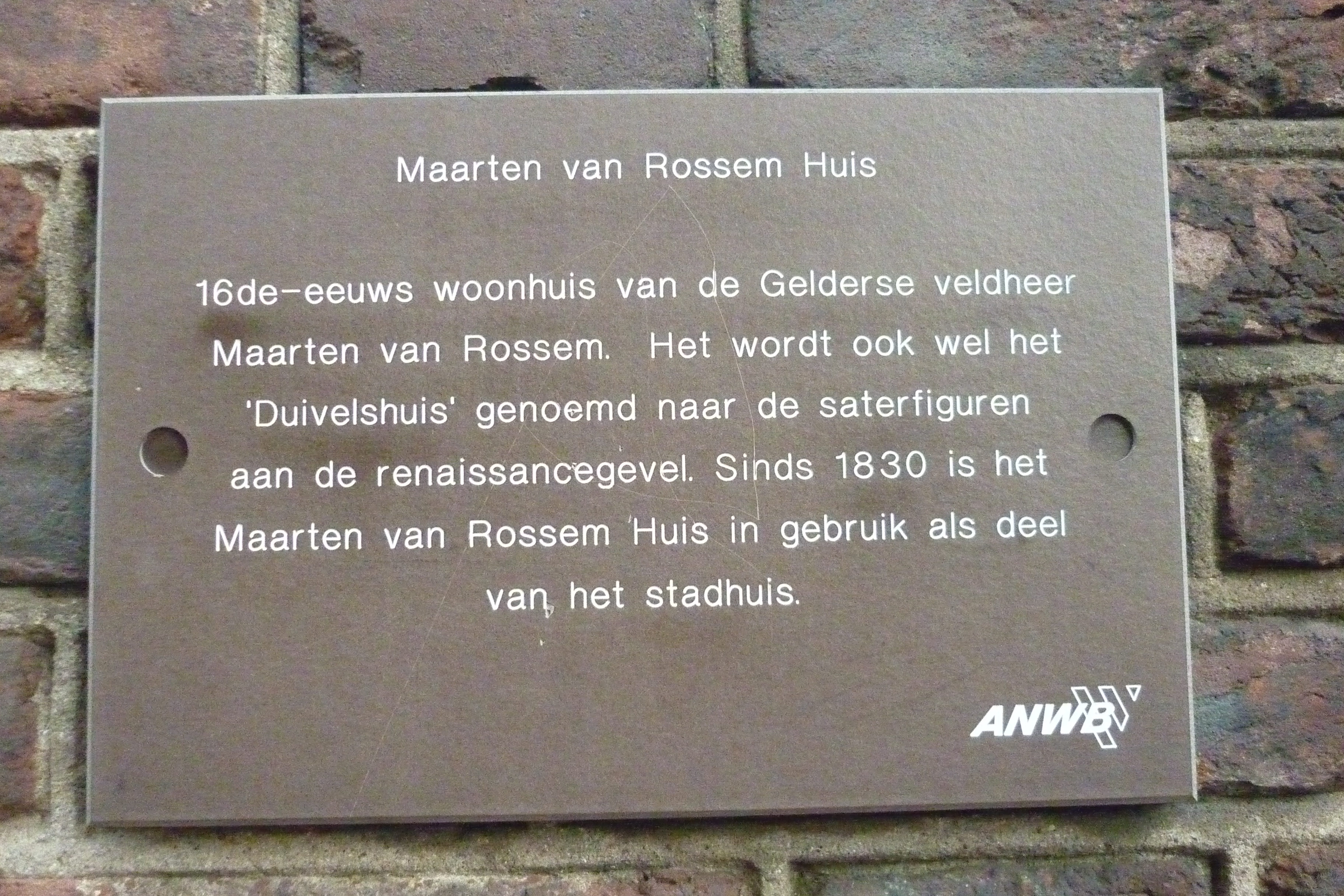
ANWB informatie
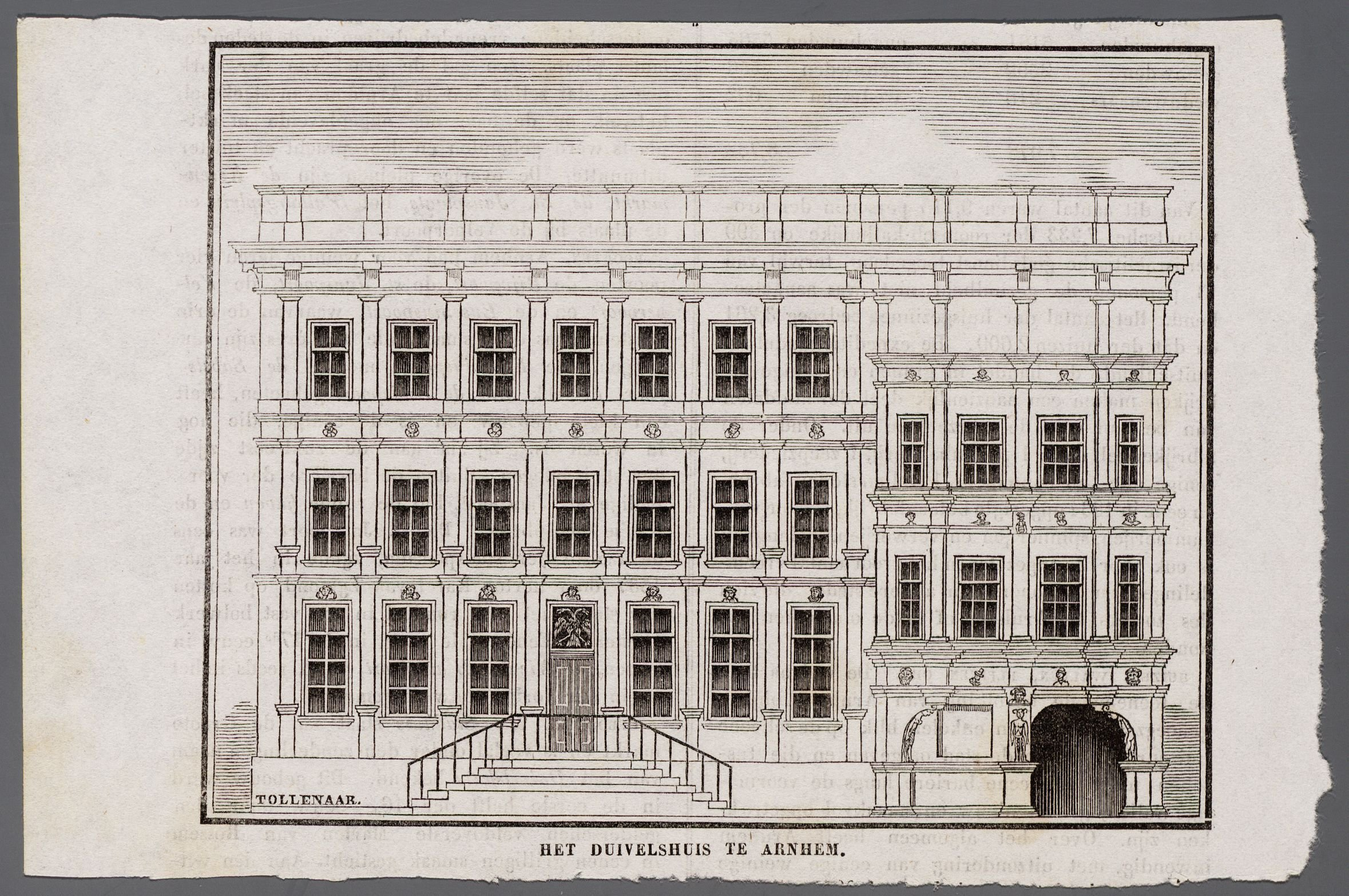
Gravure van het Duivelshuis Arnhem, ca. 1841
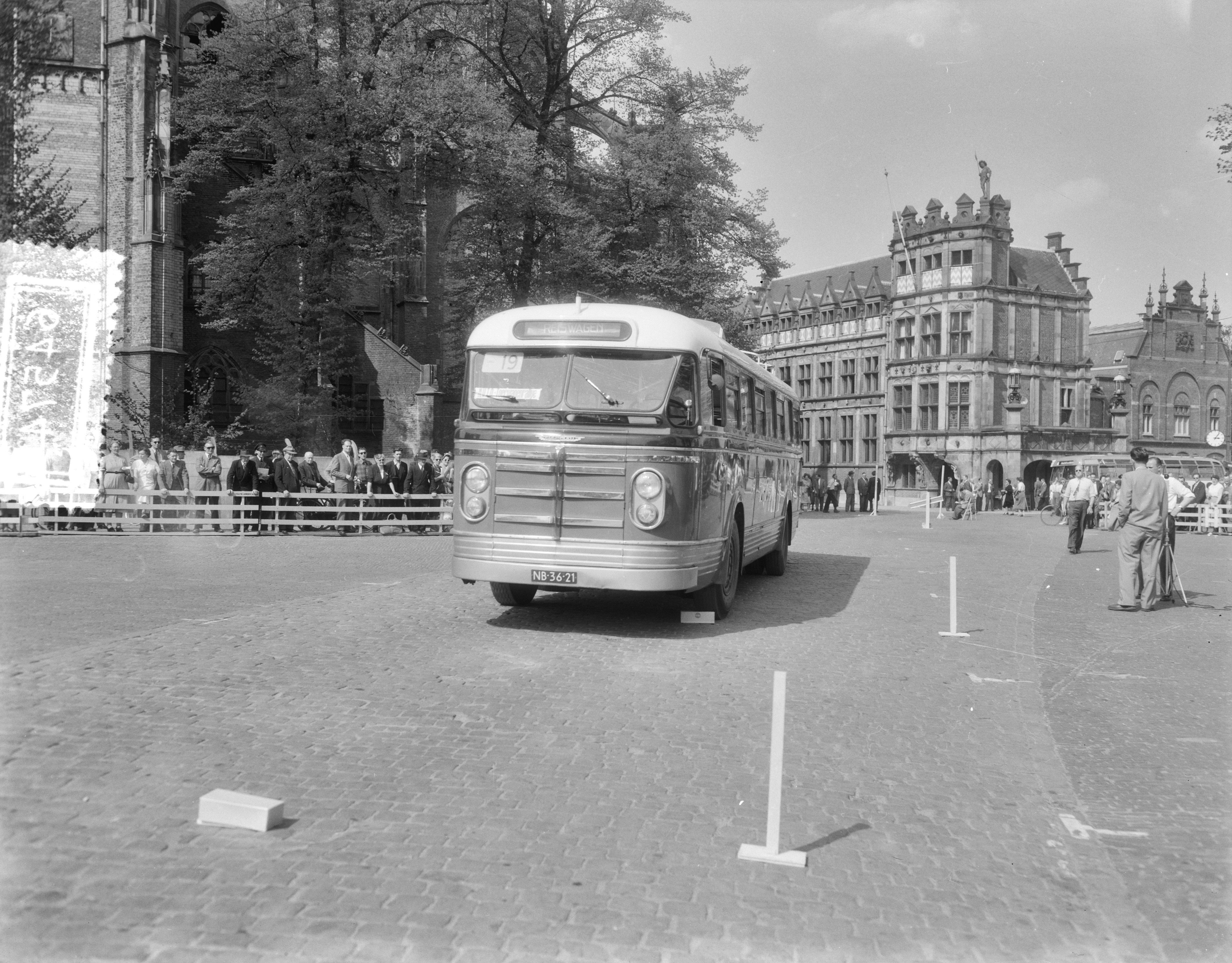
Het Duivelshuis, ca. 1954